# 南昌駅 (江西省)

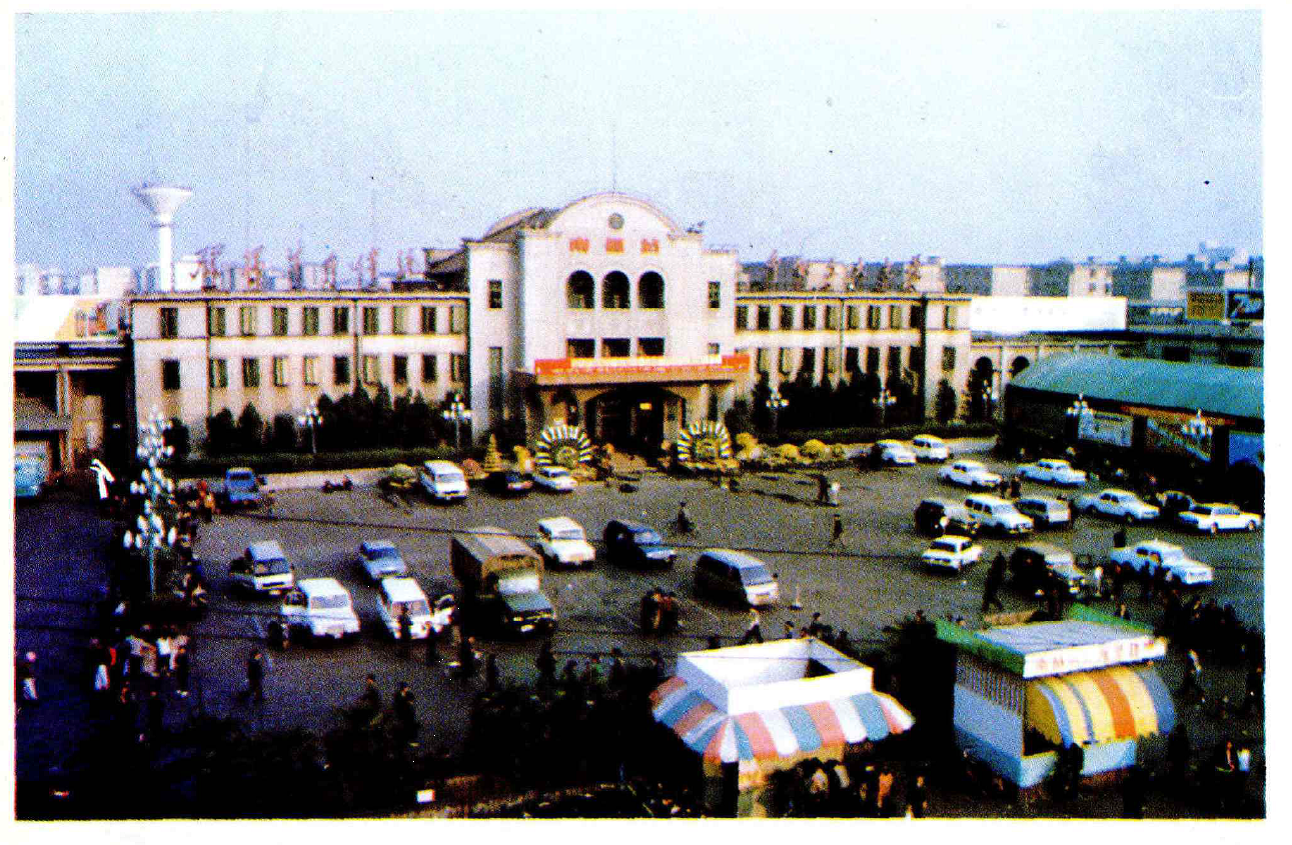
南昌駅旧駅舎（1959年）

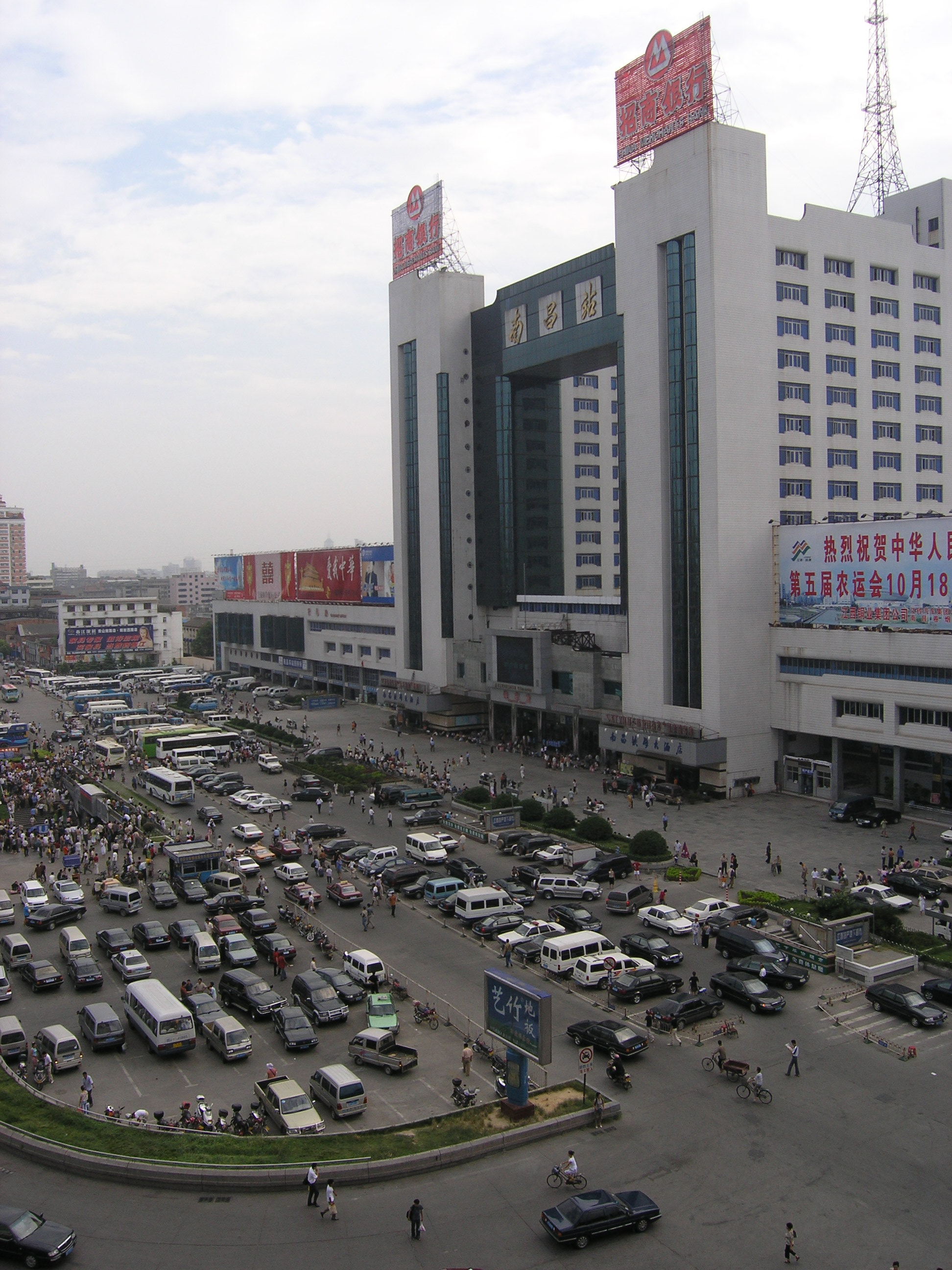
駅前広場改修前の南昌駅

南昌駅（なんしょうえき/中国語簡体字：南昌火车站/正体字：南昌火車站）は中華人民共和国江西省南昌市西湖区站前路にある中国国鉄南昌鉄路局が管轄する駅である。京九線（部分的な旧称は向九線）沿線途中で唯一の省都にある駅で、中国の全国で44個の重要な旅客駅の一つである。

## 駅構造
単式ホーム1面、島式ホーム3面を持つ地上駅である。

## 所属路線
- 中国国鉄
  - 京九線：北京西駅起点より1449km、深圳駅まで923km、紅磡駅終点まで958km

## 利用状況
本駅は京九線の旅客を扱う一等駅である。杭長旅客専用線の南昌西駅と共に南昌の玄関口である。貨物輸送は主に南昌駅二場（高速鉄道開業前は「南昌西駅」と呼ばれていたが現在は改称）で行われる。2009年4月現在、166本の旅客列車が発着し、42本の始発列車がある。28km南の向塘西駅から浙贛線（滬昆線）に連絡し、直通列車が運行されている。

## 駅周辺
- 南昌市星球賓館
- 良茂大厦
- 鉄経大楼
- 南昌市郵便局
- 建設銀行
- 新天地酒店

## 歴史
- 1915年 - 南潯線（中国語版）開通に伴い南昌駅（初代）が開業。
- 1935年 - 浙贛線の支線開通に伴い南昌駅（二代目）が開業[2]、南潯線の南昌駅は牛行駅（2004年廃駅）に改称。
- 1963年 -  贛江大橋（中国語版）開通によって、南潯線が南昌駅に乗り入れ。
- 1996年 - 京九線開通に伴い新駅舎が完成[3]。
- 2007年春 - 駅前広場改装が完成[3]。

## 隣の駅
中国国鉄
京九線
南昌北駅 - 南昌駅二場（貨物駅） - 南昌駅 - 南昌南駅